# Borbacha euchrysa
Borbacha euchrysa är en fjärilsart som beskrevs av Oswald Beltram Lower 1894. Borbacha euchrysa ingår i släktet Borbacha och familjen mätare. Inga underarter finns listade i Catalogue of Life.